# Marca da Promessa (canção)
"Marca da Promessa" é uma canção gravada pela banda cristã brasileira Trazendo a Arca, registrada no álbum de nome homônimo, lançado em junho de 2007. Foi composta por quatro membros da banda, Luiz Arcanjo, Davi Sacer, Ronald Fonseca e Deco Rodrigues.
Escrita em 2006, "Marca da Promessa" recebeu duas versões, uma balada interpretada por Davi Sacer e outra acelerada em roupagem pop rock cantada por Luiz Arcanjo. Na ocasião do lançamento do álbum, ambas as versões ganharam popularidade no Brasil. Foi o maior sucesso evangélico do ano de 2007 o que com que a banda, em 2008, fosse premiada no Troféu Talento na categoria "Música do Ano". Com o passar dos anos, a faixa foi regravada em várias ocasiões pela própria banda, por Davi Sacer em carreira solo e também por outros artistas evangélicos.

## Composição
O Toque no Altar, em 2006, vinha do recém sucesso do álbum Olha pra Mim. Algumas canções já estavam disponíveis para um álbum sucessor, como "Celebre", mas os quatro compositores do grupo sentiam a necessidade de mais uma música animada para o repertório. Os quatro decidiram se encontrar pessoalmente no estúdio e ficaram horas tentando compor uma faixa, mas não conseguiam. Em um dado momento, Ronald Fonseca foi embora de carro e, enquanto dirigia, fez o refrão de "Marca da Promessa" e disse para os demais terminarem a faixa.
Com o refrão em mãos, Davi Sacer e Deco Rodrigues foram com Luiz Arcanjo ao novo apartamento adquirido por Arcanjo em outra região de Nova Iguaçu. No entanto, segundo Davi Sacer, como Arcanjo estava em processo de mudança, a esposa de Luiz, Ângela Arcanjo, estava reclamando da sua ausência no processo de mudança. Os três chegaram a conclusão que era impossível concluir a composição ali.
Os três decidiram terminar de compor "Marca da Promessa" ao ar livre e foram à Praça do Skate, que ficava de frente do novo apartamento de Luiz Arcanjo. "A gente sentou lá no banco da praça, lembro de que tinha gente jogando futebol, tinha gente de skate, casalzinho namorando, pessoal que tava saindo da escola. E ali na praça também não era o ambiente mais calmo para a gente fazer uma música, mas a gente falou, ‘é o único lugar’. Aí pedimos uma caneta e um papel para um estudante que estava lá, ele nos deu, e a gente terminou, fizemos quase que toda esta música no meio de uma praça, cheia de gente fazendo coisas completamente diferentes. Não dava nem para se concentrar direito. Mas, assim, a gente ficou naquilo que a gente queria fazer, com o violão na mão, mesmo com a galera perto da gente sem entender nada, a gente fez esta música", contou Davi Sacer em entrevista a Apple Music em 2020.
A composição original de "Marca da Promessa" era a versão acelerada, que seria gravada na voz de Luiz Arcanjo, e foi esta versão a apresentada dentro do Ministério Apascentar de Nova Iguaçu, onde a canção foi, segundo os músicos, bem aceita pela igreja. No entanto, dias depois, no final da execução da canção, a banda acabou fazendo uma versão lenta. Davi Sacer, depois, disse que "quando a gente cantou ela lenta, por uma intuição ali do momento, a gente viu que ela ficou com uma outra força. Aí ficamos na dúvida, ‘esta música tá muito top lenta, ficou muito profética, muito viva para as pessoas cantarem de forma lenta, mas a gente fez ela rápida, pensando em ser uma música rápida para o CD’. E foi no meio daquele dilema que a gente decidiu, ‘vamos colocar as duas versões. Coloca a versão lenta e a versão rápida’, e foi isso que a gente fez. No álbum estão as duas versões da música e as duas versões são muito legais".

## Regravações e legado
"Marca da Promessa" foi regravada em várias ocasiões pela banda. A primeira foi no DVD Ao Vivo no Maracanãzinho, tanto a versão acelerada, na voz de Luiz Arcanjo, quanto a versão balada, que encerrou o show, na voz de Davi Sacer. A canção, mais tarde, foi também integrada a um pout-porri no álbum Troféu Talento 2009, lançado pela gravadora evangélica Line Records. Depois de ter deixado o Trazendo a Arca, Davi Sacer regravou "Marca da Promessa" no álbum No Caminho do Milagre, de 2011. Em 2014, a versão acelerada da canção ganhou versão em espanhol no álbum Español, com arranjo de Wagner Derek. Em 2020, a faixa foi novamente regravada pelo Trazendo a Arca em parceria com o ex-vocalista Davi Sacer para o álbum O Encontro. A versão escolhida pela banda foi a acelerada, mas com o diferencial de ter sido cantada por Davi Sacer pela primeira vez.
Além disso, a canção também esteve presente em coletâneas evangélicas. A mais notória foi o álbum Promessas Vol.2, lançado pela gravadora Som Livre em 2010. Em 2012, foi escolhida como uma das faixas da coletânea 10 Anos, que reuniu sucessos do Trazendo a Arca. No mesmo ano, o cantor Carlinhos Felix lançou a música com um novo arranjo para o álbum Lindo Senhor, uma versão que o músico já cantava em seus shows. Em 2014, Carlinhos disse que "eu gostei tanto dela que fiz um arranjo alterando os acordes e com uma andamento um pouco mais pra frente. Cantei tanto que pedi permissão aos compositores para gravar e ter o registro dela com minha interpretação. É também uma letra que eu acredito, por isso coloquei no repertório".
"Marca da Promessa" recebeu várias versões cover desde o seu lançamento, podendo ser encontradas com sonoridades instrumental e até forró, desde por músicos evangélicos e católicos.

### Premiações
| Premiação      | Categoria     | Resultado | ref    |
| -------------- | ------------- | --------- | ------ |
| Troféu Talento | Música do ano | Venceu    | [ 17 ] |

## Ficha técnica
Banda
- Davi Sacer – vocal (versão balada), vocal de apoio (versão animada)
- Luiz Arcanjo – vocal (versão animada), vocal de apoio (versão balada)
- Verônica Sacer – vocal de apoio
- Ronald Fonseca – produção musical, arranjos, piano e teclado
- André Mattos – bateria
- Deco Rodrigues – baixo elétrico e baixo acústico
- Isaac Ramos – violão e guitarra

Músicos convidados
- Ton Carfi – coral
- Karine Carfi – coral
- Simone Brown – coral
- Marta Souza – coral
- Bruno Menezes – coral
- Érica Mansen – coral
- Camila Garcia – coral

Equipe técnica
- Ronald Fonseca – mixagem
- Áureo Marquezini – técnico de gravação e mixagem
- Samuel Jr. – técnico de gravação
- Toney Fontes – masterização